# Ardisia steinii
Ardisia steinii är en viveväxtart som beskrevs av C.L. Lundell. Ardisia steinii ingår i släktet Ardisia och familjen viveväxter. Inga underarter finns listade i Catalogue of Life.